# Oplan 5029
OPLAN 5029 est un plan d’opération militaire proposé par les États-Unis et la Corée du Sud pour faire face à un « brusque changement » en Corée du Nord, tel qu’un coup d’État, une révolution, un mouvement de foule de grande ampleur, le lancement d’armes de destruction massive, une prise d’otages ou une catastrophe naturelle majeure. Alors qu'aucune version permanente de l’OPLAN 5029 n’est connue pour être effective, la Corée du Sud a établi de façon répétée qu’elle adhérait au plan conceptuel actuel. Les États-Unis ont affirmé qu’ils préparaient des plans plus concrets pour des scénarios catastrophe.

## Histoire
En août 1999, le général John H. Tilelli, Jr., commandant des United States Forces Korea, reconnut l’existence d’un tel scénario, planifié par le ROK-US Combined Forces Command (en), impliquant un effondrement de la Corée du Nord. Il avoua qu’« il serait inquiétant de ne pas en avoir ».
Début 2005, le Conseil de Sécurité National sud-coréen a posé un véto à la proposition américaine d'améliorer la conduite générale des plans opérationnels de l’OPLAN 5029, dans lequel les États-Unis auraient commandé l'appareil militaire sud-coréen dans l'éventualité d'un effondrement nord-coréen. Les dignitaires sud-coréens s'inquiètent en fait d'un plan qui pourrait "limiter l'exercice de la souveraineté de la Corée du Sud" tandis que les officiels américains avancent l'argument de la nécessité de sécuriser les sites nucléaires et militaires sensibles tout en protégeant la population. En juin 2005, le Ministère de la Défense de la République de Corée Yoon Kwang-ung et le Secrétaire d'État à la Défense des États-Unis d'Amérique Donald Rumsfeld se sont mis d'accord sur une amélioration et un développement du plan conceptuel.
Fin 2008, il y a eu des rumeurs selon lesquelles le dirigeant de la Corée du Nord Kim Jong-il aurait des soucis de santé. Des entretiens passés en octobre entre le Secrétaire d'État à la Défense Robert M. Gates et le ministre sud-coréen à la Défense nationale Lee Sang-hee sur un transfert planifié des opérations en temps de guerre incluraient aussi la formulation d'un plan d'opération pour l'effondrement de la Corée du Nord. Cette formulation fut le résultat d'une proposition faite plus tôt dans un meeting réunissant les Américains et les Coréens. Dans un discours donné à l'Association des généraux et des amiraux à la retraite, Walter Sharp, général commandant les forces américaines en Corée annonça que les plans de réponse à une multitude de situations à haut-risque impliquant la Corée du Nord avait été préparé. L'agence de presse nord-coréenne DPRK y répondit en affirmant que "les forces soi-disant militaires des États-Unis et de la Corée du Sud ont ouvertement formé une alliance militaire anti-RDPC dans laquelle des contingents de renforts seraient rapidement répartis",  ce sur quoi elle ajoute que "les forces américaines belligérantes seraient bien avisées de ne pas se méprendre quant à l'armée de Songun et quant à la volonté de la République démocratique populaire de Corée de stopper ces manœuvres imprudentes pour une nouvelle guerre."

## Scénarios
Un éventail large de spéculations existe quant à la perspective d'un effondrement de la Corée du Nord en raison d'un manque de plan opérationnel détaillé sur les circonstances qui mèneraient à une intervention en Corée et sur les choix disponibles à une grande quantité d'acteurs. 
Beaucoup ont spéculé sur l'importance de sécuriser les armes de destruction massive nord-coréenne pour empêcher leur utilisation contre la Corée du Sud ou leur utilisation à des fins terroristes. Les officiels sud-coréens et américains ont établi que les forces armées américaines seraient plus à même de sécuriser le matériel nucléaire, avant et après le transfert planifié des opérations en temps de guerre, bien que les troupes sud-coréennes soient elles aussi capables d'intervenir pour les questions d'ordre nucléaires, chimiques et biologiques.

### Plans chinois
Avec l’étroitesse des relations entre la République populaire de Chine et la Corée du Nord, le gouvernement chinois a refusé de dévoiler l'existence et les détails de tout transfert de contingent en cas de déstabilisation de la Corée du Nord. De fortes spéculations existent quant à la nature ou l'intention de toute potentielle intervention lancée par la Chine.
Un rapport écrit par l'Institut de la Paix des États-Unis et par le Centre d'Études Stratégiques et Internationales a favorisé une forte préférence pour un retour à l'ordre dans l'éventualité d'un effondrement (qui impliquerait le déploiement de soldats et de personnel humanitaire, de maintien de la paix, de non-prolifération), sous couvert de l'autorisation et de la coordination d'un mandat de l'ONU. Some Chinese specialists interviewed were concerned 
about the United States and North Korea may strike a compromise deal in which Pyongyang is allowed to keep its nuclear weapons, leaving Beijing isolated in its 
insistence on a denuclearized Korea (in a similar matter as happened with India).
Durant le procès de l'ancien espion sud-coréen Park Chae-seo, Park affirma connaître un plan de contingency appelé le "Chick Plan" d'après des informations données 
par un haut-dignitaire chinois de l'espionnage.
Ce plan implique une ligne de démarcation, situées entre les villes de Nampho et de Wonsan, le long de la rivière Taedong, sur laquelle les forces chinoises pourraient former une zone d'occupation pour restaurer l'ordre, empêcher les réfugiés d'entrer en Chine et créer une zone-tampon contre les forces sud-coréennes et américaines.
Park affirma encore qu'aucun investissement chinois n'avait été autorisé au-delà de cette ligne et que l'Armée de Libération du Peuple avait été stationné à Shenyang.
Des routes opérationnelles ont été construites sur les rivières Yalu et Tumen.